# São Gião
São Gião település Portugáliában, Oliveira do Hospital községben, a Serra da Estrela lankáin fekszik 704 méteres tengerszint feletti magasságban. A település területe 14,55 négyzetkilométer. São Gião lakossága 425 fő volt a 2011-es adatok alapján. A településen a népsűrűség 29 fő/ négyzetkilométer. Az ókori rómaiak idején kereskedőposztként üzemelt. Római kori kőhídját napjainkban is használják.
A településen található kazettás mennyezetű templom, az Igreja Matrix, vagy más elnevezéssel az Igreja Matriz de São Gião templom 1795-ben épült, barokk stílusban. A templombelső mennyezetén 102 kézzel festett mennyezeti kazetta található.

## Látnivalók

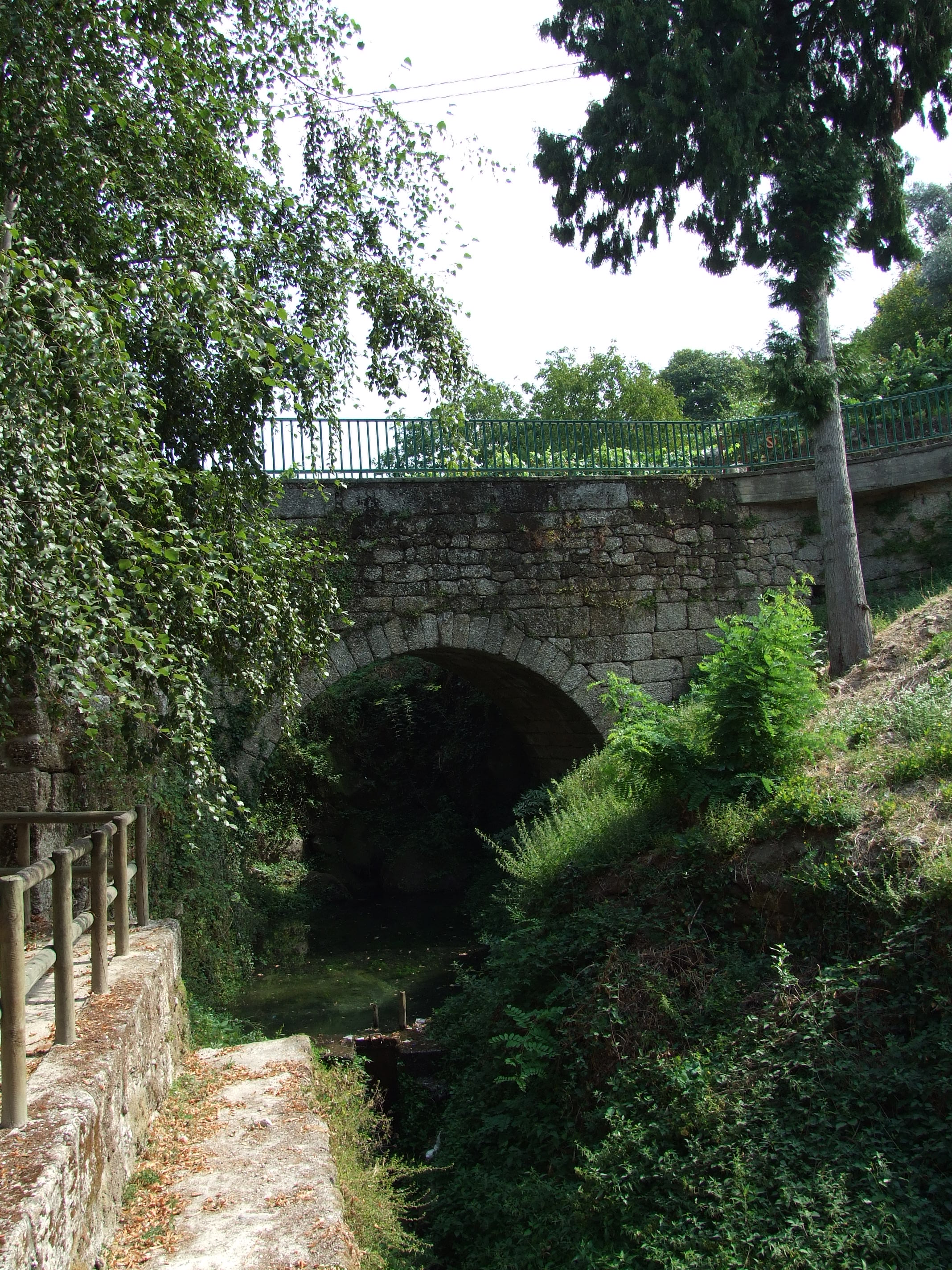
A római kori kőhíd a településen

- Római kori kőhíd

## Fordítás
Ez a szócikk részben vagy egészben  a   São Gião című angol Wikipédia-szócikk ezen változatának fordításán alapul.  Az eredeti cikk szerkesztőit annak laptörténete sorolja fel. Ez a jelzés csupán a megfogalmazás eredetét és a szerzői jogokat jelzi, nem szolgál a cikkben szereplő információk forrásmegjelöléseként.